# James Pierpont
James Pierpont   (New Haven, 16 de juny de 1866 - San Mateo, 9 de desembre de 1938) va ser un matemàtic nord-americà.

## Vida i obra
Pierpont era descendent d'un altre James Pierpont que havia sigut co-fundador del Yale College el 1701. El seu pare, Cornelius, era un ric comerciant de New Haven. Pierpont va fer els seus estudis secundaris al institut de New Haven i després es va matricular al Worcester Polytechnic Institute (Massachusetts) amb la idea de ser enginyer mecànic, però durant els estudis es va adonar que preferia les ciències pures. En graduar-se el 1886 al Worcester, va començar una llarga estada a Europa, estudiant matemàtiques a les universitats de Berlín i Viena, principalment.
El 1894, després de obtenir el doctorat a la universitat de Viena, va retornar al seu país on va ser nomenat professor de la universitat Yale, en la qual va desenvolupar tota la seva carrera acadèmica. El 1934 es va retirar i se'n va anar a viure a San Mateo (Califòrnia) on va morir pocs anys després.
Inicialment, Pierpont es va interessar per la teoria de Galois, encara que les seves obres més importants van acabar sent sobre funcions de variable complexa. El seu llibre de 1914 sobre el tema, va ser amplament utilitzat a totes les universitats americanes durant molts anys. El 1904, es va fer cèlebre per la seva conferència al congrés de matemàtiques de Saint Louis (Missouri), titulada The History of Mathematics in the Nineteenth Century, esforçant-se per emfatitzar les contribucions nord-americanes a una història dominada pels matemàtics europeus.